# Kolda (město)
Kolda je město v jižním Senegalu. Je součástí regionu Casamance, a hlavním městem regionu Kolda i departementu Kolda. V roce 2007 zde žilo přibližně 62 tisíc obyvatel. Svůj název nese po zakladateli města Kolym Dadovi. Nachází se na silnici spojující města Dakar, Ziguinchor, Tambacounda a Vélingara. Dominantním etnikem ve městě jsou Fulbové, ale žijí zde i zástupci různých menších etnik jako například Mandinkové. 